# Le Délinquant involontaire
Pour plus de détails, voir Fiche technique et Distribution.
Le Délinquant involontaire (The Delicate Delinquent) est un film américain réalisé par Don McGuire en 1957.

## Fiche technique
- Titre français : Le Délinquant involontaire
- Titre original : The Delicate Delinquent
- Réalisateur : Don McGuire
- Scénario: Don McGuire & (non crédité) Jerry Lewis
- Musique : Buddy Bregman
- Directeurs artistiques : Hal Pereira, Earl Hedrick
- Décors de plateau: Sam Comer, Ray Moyer
- Costumes : Edith Head
- Photographie : Haskell B. Boggs
- Son : Gene Merritt, Winston Leverett
- Monteur : Howard A. Smith
- Production : Jerry Lewis
- Société de production : York Pictures Corp. (Jerry Lewis)
- Société de distribution aux USA et en France : Paramount Pictures
- Affiche : Giuliano Nistri (Italie)

## Distribution
- Jerry Lewis (VF : Jacques Dynam) : Sydney L. Pythias
- Darren McGavin (VF : Raymond Loyer) : Mike Damon
- Martha Hyer : Martha Henshaw
- Robert Ivers : Frank (Monk en VO)
- Richard Bakalyan : Artie
- Horace McMahon : le capitaine de police Riley
- Milton Frome : Mr. Herman
- Joseph Corey : Harry
- Mary Webster : Patricia
- Emile Meyer : le sergent de police Kelly
- Rocky Marciano : lui-même
- Don Megowan: un policier
- Don McGuire :  un policier
- Hank Mann : M. Kelline, le laitier

### Figuration
On peut voir l’actrice Alaina Capri (en) dans un rôle de figuration ; elle ne figure pas au générique.